# Бета (літера)
Бе́та (велика Β, мала β, внутрішня ϐ; грец. βήτα МФА: [ˈviˑta]) — друга літера грецької абетки. У системі грецьких чисел має значення 2, у цьому разі її пишуть з апостофом — Β'.
Назва «бета» вживається щодо літери давньогрецької абетки. У візантійській і новогрецькій абетці вона називається ві́та (грец. βήτα) — внаслідок змін у читанні літер β та η.
При високоякісному друці, в середині слова інколи використовується варіант літери, що не має «хвостика»: «βίβλος» записується як «βίϐλος».

## Вимова
- Давньогрецька вимова літери — дзвінкий губно-губний проривний звук [b].
- Вимова в сучасній грецькій, а також у візантійській (середньогрецькій) — дзвінкий губно-зубний фрикативний [v].

У зв'язку з тим, що в процесі історичного фонологічного розвитку грецької мови «бета» змінила свою вимову з [b] на [v], у новогрецькій для передавання звука [b] (наприклад, у запозиченнях) використовують не β, а буквосполучення μπ («мю» + «пі»).

## Історія
Ця літера походить від фінікійської літери  («бет»).

### Нащадки
- Від «бети» у її класичному, давньогрецькому читанні походить латинська «B».
- Від «бети» у її середньогрецькому, візантійському читанні походить кирилична старослов'янська  («віди») і сучасна кирилична «В». Видозміною грецької великої «бети» пояснюють і накреслення кириличної  («буки») — сучасної кириличної «Б». У кириличній буквеній цифірі  означала «2», у той час як  числового значення не мала.

## Транслітерація
- У латинській транслітерації давньогрецьких слів β передають латинською «b», у транслітерації новогрецької мови — літерою «v».

## Використання

### Велика літера
- У математиці {\displaystyle \mathrm {B} (x,y)} — бета-функція.

### Мала літера
- У фізиці — позначення бета-частинок.
- У МФА — позначення дзвінкого губно-губного фрикативного звука, схожого на [b].
- В астрономії — друга (як правило) за яскравістю зоря в сузір'ї

## Передавання бети в українській мові
Згідно з чинним правописом (від 1993 року) «бету» в словах грецького походження передають по-різному, залежно від шляху запозичення. Так, у словах, запозичених через латинську, грецька β передається як «б». Тоді як для слів, що потрапили в українську мову через старослов'янську, а також в нових запозиченнях з новогрецької (де літера β читається як звук [v]), на місці «бети» пишуть «в»: наприклад, Θήβαι записують як «Фіви», Θαβώρ — як «Фавор», Βάρβαρα — як «Варвара». У західноукраїнських же землях, що ніколи не були в складі Російської імперії, усталилась польська й німецька традиція передавати грецизми в латинському читанні: «Теби», «Табор», «Барбара» (від лат. Thebae, Thabor, Barbara). Зі створенням загальної норми літературної мови постало й питання вироблення загальних правил передавання грецизмів.
Назву гори в Ізраїлі הַר תָּבוֹר‎ передають українською зазвичай як «Фавор» (рідше «Табор»), але похідну від неї назву міста в Чехії тільки як «Табор» (чеськ. Tábor). Припускають, що від топоніма походить й українське «табір».